# Championnats du monde de ski alpin
Ne doit pas être confondu avec Coupe du monde de ski alpin.
Les championnats du monde de ski alpin est une compétition créée par la Fédération internationale de ski (FIS) en 1931. 
Contrairement à la Coupe du monde de ski alpin, cette compétition récompense les skieurs sur une seule épreuve, dans laquelle chaque pays ne peut aligner plus de quatre coureurs, les Champions du monde en titre n'étant pas concernés par cette règle. Entre 1931 et 1939, les championnats ont lieu tous les ans. Après-guerre, ils se tiennent les années paires et sont remplacés par les Jeux olympiques d'hiver le cas échéant. Depuis 1985, ils sont organisés les années impaires. Avec 302 médailles dont 101 titres, l'Autriche est le pays le plus récompensé de l'histoire des championnats, suivi de la Suisse et de la France. Les plus titrés sont Toni Sailer et Marcel Hirscher (en comptant les deux obtenues par équipe pour ce dernier) avec sept médailles d'or, alors que celui qui compte le plus de podiums est Kjetil Andre Aamodt avec un total de douze médailles. Chez les dames, c'est encore  la skieuse des années 1930 Christl Cranz qui mène sur les deux tableaux, avec douze titres et quinze podiums.

## Origines
Après les créations de la FIS et de la Fédération française de ski en 1924 (année des premiers Jeux olympiques d'hiver à Chamonix), le ski alpin ne possédait alors qu'une seule épreuve internationale de renommée : le Challenge Roberts of Kandahar (futur Arlberg-Kandahar, créé en 1911). Le ski alpin alors dans les années 1920 manquait de reconnaissance vis-à-vis du ski nordique, au point de ne pas être retenu aux JO d'hiver. Ce n'est qu'en 1928 à l'initiative de l'Anglais Arnold Lunn que fut présenté un projet d'intégration à la FIS du ski alpin, refusé cette année-là notamment en raison d'une opposition des pays nordiques, mais que Arnold Lunn représenta en 1930 à Oslo et qui alors sera accepté ; la FIS autorisera la création d'épreuves tests. C'est ainsi que Arnold Lunn décida d'organiser les premiers championnats du monde de ski alpin à Mürren en 1931 avec une épreuve de descente et de slalom selon le sexe.

## Évolution de la compétition
Au début des années 1930, les championnats du monde sont les seules épreuves internationales reconnues par la FIS, qui décide à partir de 1936 d'incorporer la compétition aux Jeux olympiques d'hiver à Garmisch-Partenkirchen. Les Mondiaux sont alors disputés chaque année sur le continent européen. À partir de 1932, une nouvelle épreuve de ski alpin prend place : le combiné (épreuve comprenant une descente et deux slaloms, il n'avait pu se disputer en 1931 en raison d'une tempête de neige). Les premiers champions sont tous issus du continent européen, notamment les pays alpins tels que la Suisse, l'Allemagne, l'Autriche ou la France.
De 1939 à 1948, les championnats du monde sont interrompus par la Seconde Guerre mondiale. À leur reprise, des modifications sont effectuées. La FIS décide que les différentes éditions auront lieu les années paires. Par conséquent, les épreuves olympiques sont considérées aussi comme des championnats du monde (ainsi un champion olympique sera automatiquement champion du monde). L'édition de 1948 est marquée aussi par la première victoire d'une skieuse alpin non-européenne (Gretchen Frazer, Américaine). En 1950 ce sera la première fois que les championnats du monde seront organisés hors d'Europe, à Aspen aux États-Unis. Les épreuves de combiné y sont remplacés par l'épreuve de slalom géant (finalement le combiné sera de nouveau inscrit au programme à partir de 1954).
Cette formule est maintenue jusqu'en 1982. La FIS décide alors de déplacer les championnats du monde les années impaires à partir de 1985 et de faire en sorte que l'on distingue bien les champions olympiques et les champions du monde. Ainsi en 1984, à Sarajevo, les champions olympiques ne sont plus reconnus comme champions du monde. En 1987, une nouvelle épreuve est incorporée au programme : le Super-G. Une autre suivra en 2005 où hommes et femmes participent à la même épreuve par équipes, le slalom parallèle mixte en formations nationales ou Team Event, cette dernière épreuve devenant olympique lors des Jeux de PyeongChang 2018.

## Format actuel de la compétition

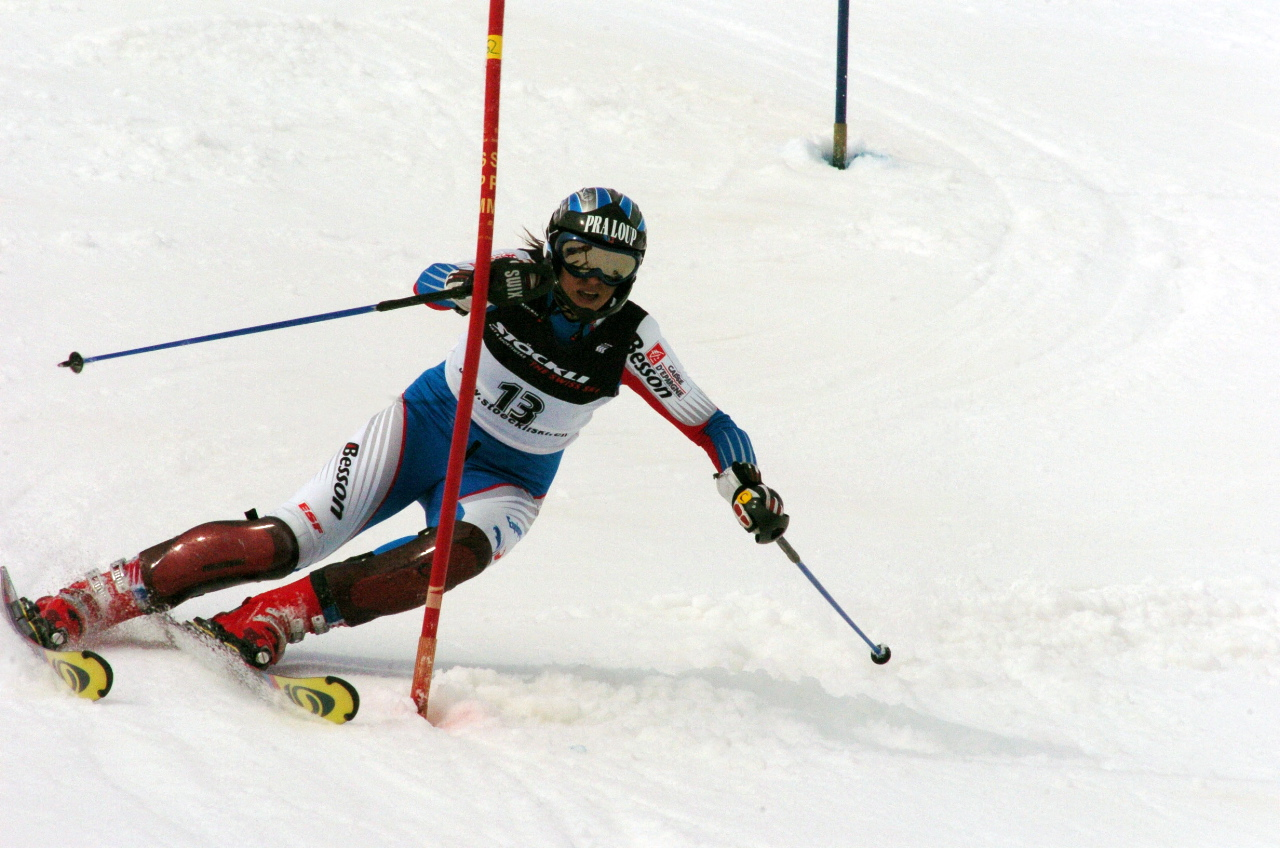
Christel Pascal participant à l'épreuve de slalom aux championnats du monde 2001.

Les championnats du monde ont actuellement lieu les années impaires dans une station de sports d'hiver désignée par un vote au sein de la FIS. Chaque skieur peut être engagé dans sept épreuves différentes :
- une descente depuis 1931
- un slalom depuis 1931
- un combiné depuis 1932
- un slalom géant depuis 1950
- un super-G depuis 1987
- une épreuve mixte par équipes en slalom parallèle depuis 2005
- un slalom parallèle depuis 2021

Des médailles d'or, de bronze et d'argent sont décernées aux trois premiers de chaque épreuve, dont les résultats ne sont pas pris en compte au classement général de la coupe du monde. Les temps n'étant pas mesurés au-delà du centième de seconde, il n'est pas inhabituel que des médailles d'or, d'argent ou de bronze soient partagées.

## Editions
| Année | Lieu                   | Pays                 | Edition                                 | Appellation officielle              | Nb d'épreuves |
| ----- | ---------------------- | -------------------- | --------------------------------------- | ----------------------------------- | ------------- |
| 1931  | Mürren                 | Suisse               | Championnats du monde de ski alpin 1931 | 1st Alpine World Ski Championships  | 4             |
| 1932  | Cortina d'Ampezzo      | Italie               | Championnats du monde de ski alpin 1932 | 2nd Alpine World Ski Championships  | 6             |
| 1933  | Innsbruck              | Autriche             | Championnats du monde de ski alpin 1933 | 3rd Alpine World Ski Championships  | 6             |
| 1934  | Saint-Moritz           | Suisse               | Championnats du monde de ski alpin 1934 | 4th Alpine World Ski Championships  | 6             |
| 1935  | Mürren                 | Suisse               | Championnats du monde de ski alpin 1935 | 5th Alpine World Ski Championships  | 6             |
| 1936  | Innsbruck              | Autriche             | Championnats du monde de ski alpin 1936 | 6th Alpine World Ski Championships  | 6             |
| 1937  | Chamonix               | France               | Championnats du monde de ski alpin 1937 | 7th Alpine World Ski Championships  | 6             |
| 1938  | Engelberg              | Suisse               | Championnats du monde de ski alpin 1938 | 8th Alpine World Ski Championships  | 6             |
| 1939  | Zakopane               | Pologne              | Championnats du monde de ski alpin 1939 | 9th Alpine World Ski Championships  | 6             |
| 1941  | Cortina d'Ampezzo      | Italie               | Championnats du monde de ski alpin 1941 | annulé                              | -             |
| 1948  | Saint-Moritz           | Suisse               | JO d'hiver de 1948                      | 10th Alpine World Ski Championships | 6             |
| 1950  | Aspen                  | États-Unis           | Championnats du monde de ski alpin 1950 | 11th Alpine World Ski Championships | 6             |
| 1952  | Oslo                   | Norvège              | JO d'hiver de 1952                      | 12th Alpine World Ski Championships | 6             |
| 1954  | Åre                    | Suède                | Championnats du monde de ski alpin 1954 | 13th Alpine World Ski Championships | 8             |
| 1956  | Cortina d'Ampezzo      | Italie               | JO d'hiver de 1956                      | 14th Alpine World Ski Championships | 6             |
| 1958  | Badgastein             | Autriche             | Championnats du monde de ski alpin 1958 | 15th Alpine World Ski Championships | 6             |
| 1960  | Squaw Valley           | États-Unis           | JO d'hiver de 1960                      | 16th Alpine World Ski Championships | 9             |
| 1962  | Chamonix               | France               | Championnats du monde de ski alpin 1962 | 17th Alpine World Ski Championships | 8             |
| 1964  | Innsbruck              | Autriche             | JO d'hiver de 1964                      | 18th Alpine World Ski Championships | 6             |
| 1966  | Portillo               | Chili                | Championnats du monde de ski alpin 1966 | 19th Alpine World Ski Championships | 6             |
| 1968  | Grenoble               | France               | JO d'hiver de 1968                      | 20th Alpine World Ski Championships | 6             |
| 1970  | Val Gardena            | Italie               | Championnats du monde de ski alpin 1970 | 21st Alpine World Ski Championships | 8             |
| 1972  | Sapporo                | Japon                | JO d'hiver de 1972                      | 22nd Alpine World Ski Championships | 6             |
| 1974  | Saint-Moritz           | Suisse               | Championnats du monde de ski alpin 1974 | 23rd Alpine World Ski Championships | 8             |
| 1976  | Innsbruck              | Autriche             | JO d'hiver de 1976                      | 24th Alpine World Ski Championships | 6             |
| 1978  | Garmisch-Partenkirchen | Allemagne de l'Ouest | Championnats du monde de ski alpin 1978 | 25th Alpine World Ski Championships | 6             |
| 1980  | Lake Placid            | États-Unis           | JO d'hiver de 1980                      | 26th Alpine World Ski Championships | 6             |
| 1982  | Schladming             | Autriche             | Championnats du monde de ski alpin 1982 | 27th Alpine World Ski Championships | 8             |
| 1985  | Bormio                 | Italie               | Championnats du monde de ski alpin 1985 | 28th Alpine World Ski Championships | 10            |
| 1987  | Crans-Montana          | Suisse               | Championnats du monde de ski alpin 1987 | 29th Alpine World Ski Championships | 10            |
| 1989  | Vail                   | États-Unis           | Championnats du monde de ski alpin 1989 | 30th Alpine World Ski Championships | 10            |
| 1991  | Saalbach               | Autriche             | Championnats du monde de ski alpin 1991 | 31st Alpine World Ski Championships | 10            |
| 1993  | Morioka                | Japon                | Championnats du monde de ski alpin 1993 | 32nd Alpine World Ski Championships | 10            |
| 1996  | Sierra Nevada          | Espagne              | Championnats du monde de ski alpin 1996 | 33rd Alpine World Ski Championships | 10            |
| 1997  | Sestrières             | Italie               | Championnats du monde de ski alpin 1997 | 34th Alpine World Ski Championships | 10            |
| 1999  | Vail/Beaver Creek      | États-Unis           | Championnats du monde de ski alpin 1999 | 35th Alpine World Ski Championships | 10            |
| 2001  | St. Anton              | Autriche             | Championnats du monde de ski alpin 2001 | 36th Alpine World Ski Championships | 10            |
| 2003  | Saint-Moritz           | Suisse               | Championnats du monde de ski alpin 2003 | 37th Alpine World Ski Championships | 10            |
| 2005  | Bormio                 | Italie               | Championnats du monde de ski alpin 2005 | 38th Alpine World Ski Championships | 10            |
| 2007  | Åre                    | Suède                | Championnats du monde de ski alpin 2007 | 39th Alpine World Ski Championships | 11            |
| 2009  | Val d'Isère            | France               | Championnats du monde de ski alpin 2009 | 40th Alpine World Ski Championships | 11            |
| 2011  | Garmisch-Partenkirchen | Allemagne            | Championnats du monde de ski alpin 2011 | 41st Alpine World Ski Championships | 11            |
| 2013  | Schladming             | Autriche             | Championnats du monde de ski alpin 2013 | 42nd Alpine World Ski Championships | 11            |
| 2015  | Vail/Beaver Creek      | États-Unis           | Championnats du monde de ski alpin 2015 | 43rd Alpine World Ski Championships | 11            |
| 2017  | Saint-Moritz           | Suisse               | Championnats du monde de ski alpin 2017 | 44th Alpine World Ski Championships | 11            |
| 2019  | Åre                    | Suède                | Championnats du monde de ski alpin 2019 | 45th Alpine World Ski Championships | 11            |
| 2021  | Cortina d'Ampezzo      | Italie               | Championnats du monde de ski alpin 2021 | 46th Alpine World Ski Championships | 13            |
| 2023  | Courchevel-Méribel     | France               | Championnats du monde de ski alpin 2023 | 47th Alpine World Ski Championships | 13            |
| 2025  | Saalbach               | Autriche             | Championnats du monde de ski alpin 2025 | 48th Alpine World Ski Championships | 11            |
| 2027  | Crans-Montana          | Suisse               | Championnats du monde de ski alpin 2027 | 49th Alpine World Ski Championships | 11            |

## Palmarès

### Hommes
| Année | Descente           | Slalom                    | Slalom géant         | Super-G                  | Combiné             | Parallèle        |
| 1931  | Walter Prager      | David Zogg                |                      |                          |                     |                  |
| 1932  | Gustav Lantscher   | Friedl Däuber             |                      |                          | Otto Furrer         |                  |
| 1933  | Walter Prager      | Anton Seelos              |                      |                          | Anton Seelos        |                  |
| 1934  | David Zogg         | Franz Pfnür               |                      |                          | David Zogg          |                  |
| 1935  | Franz Zingerle     | David Zogg                |                      |                          | Anton Seelos        |                  |
| 1936  | Rudolf Rominger    | Rudolf Matt               |                      |                          | Rudolf Rominger     |                  |
| 1937  | Émile Allais       | Émile Allais              |                      |                          | Émile Allais        |                  |
| 1938  | James Couttet      | Rudolf Rominger           |                      |                          | Émile Allais        |                  |
| 1939  | Helmut Lantschner  | Rudolf Rominger           |                      |                          | Josef Jennewein     |                  |
| 1948  | Henri Oreiller     | Edi Reinalter             |                      |                          | Henri Oreiller      |                  |
| 1950  | Zeno Colò          | Georges Schneider         | Zeno Colò            |                          |                     |                  |
| 1952  | Zeno Colò          | Othmar Schneider          | Stein Eriksen        |                          |                     |                  |
| 1954  | Christian Pravda   | Stein Eriksen             | Stein Eriksen        |                          | Stein Eriksen       |                  |
| 1956  | Toni Sailer        | Toni Sailer               | Toni Sailer          |                          | Toni Sailer         |                  |
| 1958  | Toni Sailer        | Josef Rieder              | Toni Sailer          |                          | Toni Sailer         |                  |
| 1960  | Jean Vuarnet       | Ernst Hinterseer          | Roger Staub          |                          | Guy Périllat        |                  |
| 1962  | Karl Schranz       | Charles Bozon             | Egon Zimmermann      |                          | Karl Schranz        |                  |
| 1964  | Egon Zimmermann    | Josef Stiegler            | François Bonlieu     |                          | Ludwig Leitner      |                  |
| 1966  | Jean-Claude Killy  | Carlo Senoner             | Guy Périllat         |                          | Jean-Claude Killy   |                  |
| 1968  | Jean-Claude Killy  | Jean-Claude Killy         | Jean-Claude Killy    |                          | Jean-Claude Killy   |                  |
| 1970  | Bernhard Russi     | Jean-Noël Augert          | Karl Schranz         |                          | Billy Kidd          |                  |
| 1972  | Bernhard Russi     | Francisco Fernández-Ochoa | Gustav Thöni         |                          | Gustav Thöni        |                  |
| 1974  | David Zwilling     | Gustav Thöni              | Gustav Thöni         |                          | Franz Klammer       |                  |
| 1976  | Franz Klammer      | Piero Gros                | Heini Hemmi          |                          | Gustav Thöni        |                  |
| 1978  | Josef Walcher      | Ingemar Stenmark          | Ingemar Stenmark     |                          | Andreas Wenzel      |                  |
| 1980  | Leonhard Stock     | Ingemar Stenmark          | Ingemar Stenmark     |                          | Phil Mahre          |                  |
| 1982  | Harti Weirather    | Ingemar Stenmark          | Steve Mahre          |                          | Michel Vion         |                  |
| 1985  | Pirmin Zurbriggen  | Jonas Nilsson             | Markus Wasmeier      |                          | Pirmin Zurbriggen   |                  |
| 1987  | Peter Müller       | Franck Wörndl             | Pirmin Zurbriggen    | Pirmin Zurbriggen        | Marc Girardelli     |                  |
| 1989  | Hans-Jörg Tauscher | Rudolf Nierlich           | Rudolf Nierlich      | Martin Hangl             | Marc Girardelli     |                  |
| 1991  | Franz Heinzer      | Marc Girardelli           | Rudolf Nierlich      | Stephan Eberharter       | Stephan Eberharter  |                  |
| 1993  | Urs Lehmann        | Kjetil André Aamodt       | Kjetil André Aamodt  | annulé                   | Lasse Kjus          |                  |
| 1996  | Patrick Ortlieb    | Alberto Tomba             | Alberto Tomba        | Atle Skaardal            | Marc Girardelli     |                  |
| 1997  | Bruno Kernen       | Tom Stiansen              | Michael von Grünigen | Atle Skaardal            | Kjetil André Aamodt |                  |
| 1999  | Hermann Maier      | Kalle Palander            | Lasse Kjus           | Lasse Kjus Hermann Maier | Kjetil André Aamodt |                  |
| 2001  | Hannes Trinkl      | Mario Matt                | Michael von Grünigen | Daron Rahlves            | Kjetil André Aamodt |                  |
| 2003  | Michael Walchhofer | Ivica Kostelić            | Bode Miller          | Stephan Eberharter       | Bode Miller         |                  |
| 2005  | Bode Miller        | Benjamin Raich            | Hermann Maier        | Bode Miller              | Benjamin Raich      |                  |
| Année | Descente           | Slalom                    | Slalom géant         | Super-G                  | Super combiné       | Parallèle        |
| 2007  | Aksel Lund Svindal | Mario Matt                | Aksel Lund Svindal   | Patrick Staudacher       | Daniel Albrecht     |                  |
| 2009  | John Kucera        | Manfred Pranger           | Carlo Janka          | Didier Cuche             | Aksel Lund Svindal  |                  |
| 2011  | Erik Guay          | Jean-Baptiste Grange      | Ted Ligety           | Christof Innerhofer      | Aksel Lund Svindal  |                  |
| 2013  | Aksel Lund Svindal | Marcel Hirscher           | Ted Ligety           | Ted Ligety               | Ted Ligety          |                  |
| 2015  | Patrick Küng       | Jean-Baptiste Grange      | Ted Ligety           | Hannes Reichelt          | Marcel Hirscher     |                  |
| 2017  | Beat Feuz          | Marcel Hirscher           | Marcel Hirscher      | Erik Guay                | Luca Aerni          |                  |
| 2019  | Kjetil Jansrud     | Marcel Hirscher           | Henrik Kristoffersen | Dominik Paris            | Alexis Pinturault   |                  |
| 2021  | Vincent Kriechmayr | Sebastian Foss Solevåg    | Mathieu Faivre       | Vincent Kriechmayr       | Marco Schwarz       | Mathieu Faivre   |
| 2023  | Marco Odermatt     | Henrik Kristoffersen      | Marco Odermatt       | James Crawford           | Alexis Pinturault   | Alexander Schmid |
| 2025  | Franjo von Allmen  | Loïc Meillard             | Raphael Haaser       | Marco Odermatt           |                     |                  |

#### Combiné par équipes hommes
| Année | Combiné par équipes                |
| 2025  | Franjo von Allmen et Loic Meillard |

### Femmes
| Année | Descente              | Slalom                | Slalom géant             | Super-G               | Combiné               | Parallèle                           |
| 1931  | Esmé Mackinnon        | Esmé Mackinnon        |                          |                       |                       |                                     |
| 1932  | Paula Wiesinger       | Rösli Streiff         |                          |                       | Rösli Streiff         |                                     |
| 1933  | Inge Wersin-Lantscher | Inge Wersin-Lantscher |                          |                       | Inge Wersin-Lantscher |                                     |
| 1934  | Anny Rüegg            | Christl Cranz         |                          |                       | Christl Cranz         |                                     |
| 1935  | Christl Cranz         | Anny Rüegg            |                          |                       | Christl Cranz         |                                     |
| 1936  | Evelyn Pinching       | Gerda Paumgarten      |                          |                       | Evelyn Pinching       |                                     |
| 1937  | Christl Cranz         | Christl Cranz         |                          |                       | Christl Cranz         |                                     |
| 1938  | Lisa Resch            | Christl Cranz         |                          |                       | Christl Cranz         |                                     |
| 1939  | Christl Cranz         | Christl Cranz         |                          |                       | Christl Cranz         |                                     |
| 1948  | Hedy Schlunegger      | Gretchen Frazer       |                          |                       | Trude Jochum-Beiser   |                                     |
| 1950  | Trude Jochum-Beiser   | Dagmar Rom            | Dagmar Rom               |                       |                       |                                     |
| 1952  | Trude Jochum-Beiser   | Andrea Mead-Lawrence  | Andrea Mead-Lawrence     |                       |                       |                                     |
| 1954  | Ida Schöpfer          | Trude Klecker         | Lucienne Schmidt-Couttet |                       | Ida Schöpfer          |                                     |
| 1956  | Madeleine Berthod     | Renée Colliard        | Ossi Reichert            |                       | Madeleine Berthod     |                                     |
| 1958  | Lucille Wheeler       | Inger Bjørnbakken     | Lucille Wheeler          |                       | Frieda Dänzer         |                                     |
| 1960  | Heidi Biebl           | Anne Heggtveit        | Yvonne Rüegg             |                       | Anne Heggtveit        |                                     |
| 1962  | Christl Haas          | Marianne Jahn         | Marianne Jahn            |                       | Marielle Goitschel    |                                     |
| 1964  | Christl Haas          | Christine Goitschel   | Marielle Goitschel       |                       | Marielle Goitschel    |                                     |
| 1966  | Marielle Goitschel    | Annie Famose          | Marielle Goitschel       |                       | Marielle Goitschel    |                                     |
| 1968  | Olga Pall             | Marielle Goitschel    | Nancy Greene             |                       | Nancy Greene          |                                     |
| 1970  | Annerösli Zryd        | Ingrid Lafforgue      | Betsy Clifford           |                       | Michelle Jacot        |                                     |
| 1972  | Marie-Theres Nadig    | Barbara Ann Cochran   | Marie-Theres Nadig       |                       | Annemarie Moser-Pröll |                                     |
| 1974  | Annemarie Moser-Pröll | Hanni Wenzel          | Fabienne Serrat          |                       | Fabienne Serrat       |                                     |
| 1976  | Rosi Mittermaier      | Rosi Mittermaier      | Kathy Kreiner            |                       | Rosi Mittermaier      |                                     |
| 1978  | Annemarie Moser-Pröll | Lea Sölkner           | Maria Epple              |                       | Annemarie Moser-Pröll |                                     |
| 1980  | Annemarie Moser-Pröll | Hanni Wenzel          | Hanni Wenzel             |                       | Hanni Wenzel          |                                     |
| 1982  | Gerry Sorensen        | Erika Hess            | Erika Hess               |                       | Erika Hess            |                                     |
| 1985  | Michela Figini        | Perrine Pelen         | Diann Roffe              |                       | Erika Hess            |                                     |
| 1987  | Maria Walliser        | Erika Hess            | Vreni Schneider          | Maria Walliser        | Erika Hess            |                                     |
| 1989  | Maria Walliser        | Mateja Svet           | Vreni Schneider          | Ulrike Maier          | Tamara McKinney       |                                     |
| 1991  | Petra Kronberger      | Vreni Schneider       | Pernilla Wiberg          | Ulrike Maier          | Chantal Bournissen    |                                     |
| 1993  | Kate Pace             | Karin Buder           | Carole Merle             | Katja Seizinger       | Miriam Vogt           |                                     |
| 1996  | Picabo Street         | Pernilla Wiberg       | Deborah Compagnoni       | Isolde Kostner        | Pernilla Wiberg       |                                     |
| 1997  | Hilary Lindh          | Deborah Compagnoni    | Deborah Compagnoni       | Isolde Kostner        | Renate Götschl        |                                     |
| 1999  | Renate Götschl        | Zali Steggall         | Alexandra Meissnitzer    | Alexandra Meissnitzer | Pernilla Wiberg       |                                     |
| 2001  | Michaela Dorfmeister  | Anja Pärson           | Sonja Nef                | Régine Cavagnoud      | Martina Ertl          |                                     |
| 2003  | Mélanie Turgeon       | Janica Kostelić       | Anja Pärson              | Michaela Dorfmeister  | Janica Kostelić       |                                     |
| 2005  | Janica Kostelić       | Janica Kostelić       | Anja Pärson              | Anja Pärson           | Janica Kostelić       |                                     |
| Année | Descente              | Slalom                | Slalom géant             | Super-G               | Super combiné         | Parallèle                           |
| 2007  | Anja Pärson           | Šárka Záhrobská       | Nicole Hosp              | Anja Pärson           | Anja Pärson           |                                     |
| 2009  | Lindsey Vonn          | Maria Riesch          | Kathrin Hölzl            | Lindsey Vonn          | Kathrin Zettel        |                                     |
| 2011  | Elisabeth Görgl       | Marlies Schild        | Tina Maze                | Elisabeth Görgl       | Anna Fenninger        |                                     |
| 2013  | Marion Rolland        | Mikaela Shiffrin      | Tessa Worley             | Tina Maze             | Maria Riesch          |                                     |
| 2015  | Tina Maze             | Mikaela Shiffrin      | Anna Fenninger           | Anna Fenninger        | Tina Maze             |                                     |
| 2017  | Ilka Štuhec           | Mikaela Shiffrin      | Tessa Worley             | Nicole Schmidhofer    | Wendy Holdener        |                                     |
| 2019  | Ilka Štuhec           | Mikaela Shiffrin      | Petra Vlhová             | Mikaela Shiffrin      | Wendy Holdener        |                                     |
| 2021  | Corinne Suter         | Katharina Liensberger | Lara Gut-Behrami         | Lara Gut-Behrami      | Mikaela Shiffrin      | Marta Bassino Katharina Liensberger |
| 2023  | Jasmine Flury         | Laurence St-Germain   | Mikaela Shiffrin         | Marta Bassino         | Federica Brignone     | Maria Therese Tviberg               |
| 2025  | Breezy Johnson        | Camille Rast          | Federica Brignone        | Stephanie Venier      |                       |                                     |

#### Combiné par équipes femmes
| Année | Combiné par équipes                |
| 2025  | Breezy Johnson et Mikaela Shiffrin |

### Par équipes
| Année | Coupe des nations |
| 2005  | Allemagne         |
| 2007  | Autriche          |
| 2009  | annulée           |
| 2011  | France            |
| 2013  | Autriche          |
| 2015  | Autriche          |
| 2017  | France            |
| 2019  | Suisse            |
| 2021  | Norvège           |
| 2025  | Italie            |

## Skieurs les plus récompensés (en individuel)

### Skieurs les plus titrés
Les tableaux ci-après détaillent les skieurs ayant remporté au moins 4 médailles d'or aux Championnats du monde en individuel.
| Nom                 | Pays       | Or | Argent | Bronze | Total |
| ------------------- | ---------- | -- | ------ | ------ | ----- |
| Toni Sailer         | Autriche   | 7  | 1      | 0      | 8     |
| Jean-Claude Killy   | France     | 6  | 0      | 0      | 6     |
| Kjetil André Aamodt | Norvège    | 5  | 4      | 3      | 12    |
| Marcel Hirscher     | Autriche   | 5  | 4      | 0      | 9     |
| Gustav Thöni        | Italie     | 5  | 2      | 0      | 7     |
| Aksel Lund Svindal  | Norvège    | 5  | 2      | 2      | 9     |
| Ingemar Stenmark    | Suède      | 5  | 1      | 1      | 7     |
| Ted Ligety          | États-Unis | 5  | 0      | 2      | 7     |
| Marc Girardelli     | Luxembourg | 4  | 4      | 3      | 11    |
| Pirmin Zurbriggen   | Suisse     | 4  | 4      | 1      | 9     |
| Émile Allais        | France     | 4  | 4      | 0      | 8     |
| Rudolf Rominger     | Suisse     | 4  | 1      | 2      | 7     |
| Stein Eriksen       | Norvège    | 4  | 1      | 1      | 6     |
| Bode Miller         | États-Unis | 4  | 1      | 0      | 5     |
| Anton Seelos        | Autriche   | 4  | 1      | 0      | 5     |

| Nom                   | Pays          | Or | Argent | Bronze | Total |
| --------------------- | ------------- | -- | ------ | ------ | ----- |
| Christl Cranz         | Allemagne     | 12 | 3      | 0      | 15    |
| Mikaela Shiffrin      | États-Unis    | 8  | 4      | 3      | 15    |
| Marielle Goitschel    | France        | 7  | 4      | 0      | 11    |
| Anja Pärson           | Suède         | 7  | 1      | 3      | 11    |
| Erika Hess            | Suisse        | 6  | 0      | 1      | 7     |
| Annemarie Moser-Pröll | Autriche      | 5  | 2      | 2      | 9     |
| Janica Kostelić       | Croatie       | 5  | 0      | 0      | 5     |
| Tina Maze             | Slovénie      | 4  | 5      | 0      | 9     |
| Hanni Wenzel          | Liechtenstein | 4  | 3      | 2      | 9     |
| Pernilla Wiberg       | Suède         | 4  | 1      | 1      | 6     |

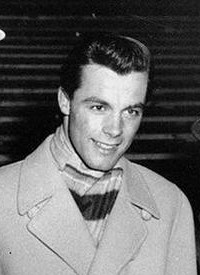
Toni Sailer a remporté 7 titres aux mondiaux dans les années 1950, un record en individuel chez les hommes.
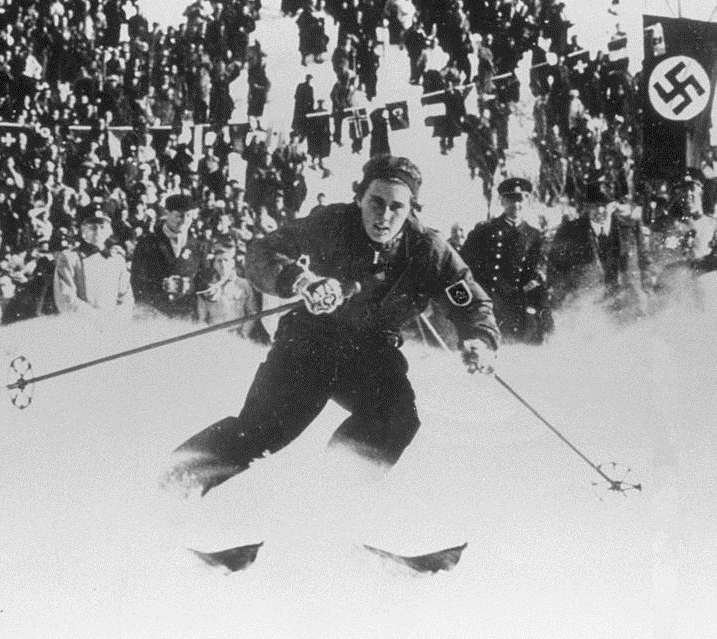
Christl Cranz, 12 titres et 15 médailles entre 1934 et 1939 reste au sommet du palmarès féminin.

### Skieurs les plus médaillés
Les tableaux ci-après détaillent les skieurs ayant remporté au moins 6 médailles aux Championnats du monde en individuel.
| Nom                 | Pays       | Total | Or | Argent | Bronze |
| ------------------- | ---------- | ----- | -- | ------ | ------ |
| Kjetil André Aamodt | Norvège    | 12    | 5  | 4      | 3      |
| Marc Girardelli     | Luxembourg | 11    | 4  | 4      | 3      |
| Lasse Kjus          | Norvège    | 11    | 3  | 8      | 0      |
| Marcel Hirscher     | Autriche   | 9     | 5  | 4      | 0      |
| Aksel Lund Svindal  | Norvège    | 9     | 5  | 2      | 2      |
| Pirmin Zurbriggen   | Suisse     | 9     | 4  | 4      | 1      |
| Toni Sailer         | Autriche   | 8     | 7  | 1      | 0      |
| Émile Allais        | France     | 8     | 4  | 4      | 0      |
| Gustav Thöni        | Italie     | 7     | 5  | 2      | 0      |
| Ingemar Stenmark    | Suède      | 7     | 5  | 1      | 1      |
| Ted Ligety          | États-Unis | 7     | 5  | 0      | 2      |
| Rudolf Rominger     | Suisse     | 7     | 4  | 1      | 2      |
| David Zogg          | Suisse     | 7     | 3  | 4      | 0      |
| Benjamin Raich      | Autriche   | 7     | 2  | 4      | 1      |
| Alexis Pinturault   | France     | 7     | 2  | 1      | 4      |
| Jean-Claude Killy   | France     | 6     | 6  | 0      | 0      |
| Stein Eriksen       | Norvège    | 6     | 4  | 1      | 1      |
| Karl Schranz        | Autriche   | 6     | 3  | 2      | 1      |
| Hermann Maier       | Autriche   | 6     | 3  | 2      | 1      |
| Guy Périllat        | France     | 6     | 2  | 3      | 1      |
| Loïc Meillard       | Suisse     | 6     | 1  | 1      | 3      |
| Marco Schwarz       | Autriche   | 6     | 1  | 1      | 4      |
| Günther Mader       | Autriche   | 6     | 0  | 1      | 5      |
| Fritz Steuri        | Suisse     | 6     | 0  | 1      | 5      |

| Nom                    | Pays          | Total | Or | Argent | Bronze |
| ---------------------- | ------------- | ----- | -- | ------ | ------ |
| Christl Cranz          | Allemagne     | 15    | 12 | 3      | 0      |
| Mikaela Shiffrin       | États-Unis    | 15    | 8  | 4      | 3      |
| Marielle Goitschel     | France        | 11    | 7  | 4      | 0      |
| Anja Pärson            | Suède         | 11    | 7  | 1      | 3      |
| Annemarie Moser-Pröll  | Autriche      | 9     | 5  | 2      | 2      |
| Tina Maze              | Slovénie      | 9     | 4  | 5      | 0      |
| Hanni Wenzel           | Liechtenstein | 9     | 4  | 3      | 2      |
| Wendy Holdener         | Suisse        | 9     | 3  | 6      | 0      |
| Lara Gut-Behrami       | Suisse        | 9     | 2  | 4      | 3      |
| Lindsey Vonn           | États-Unis    | 8     | 2  | 3      | 3      |
| Lisa Resch             | Allemagne     | 8     | 1  | 4      | 3      |
| Erika Hess             | Suisse        | 7     | 6  | 0      | 1      |
| Renate Götschl         | Autriche      | 7     | 2  | 3      | 2      |
| Käthe Grasegger        | Allemagne     | 7     | 0  | 1      | 6      |
| Pernilla Wiberg        | Suède         | 6     | 4  | 1      | 1      |
| Inge Wersin-Lantschner | Autriche      | 6     | 3  | 3      | 0      |
| Vreni Schneider        | Suisse        | 6     | 3  | 2      | 1      |
| Annie Famose           | France        | 6     | 1  | 2      | 3      |
| Nicole Hosp            | Autriche      | 6     | 1  | 2      | 3      |

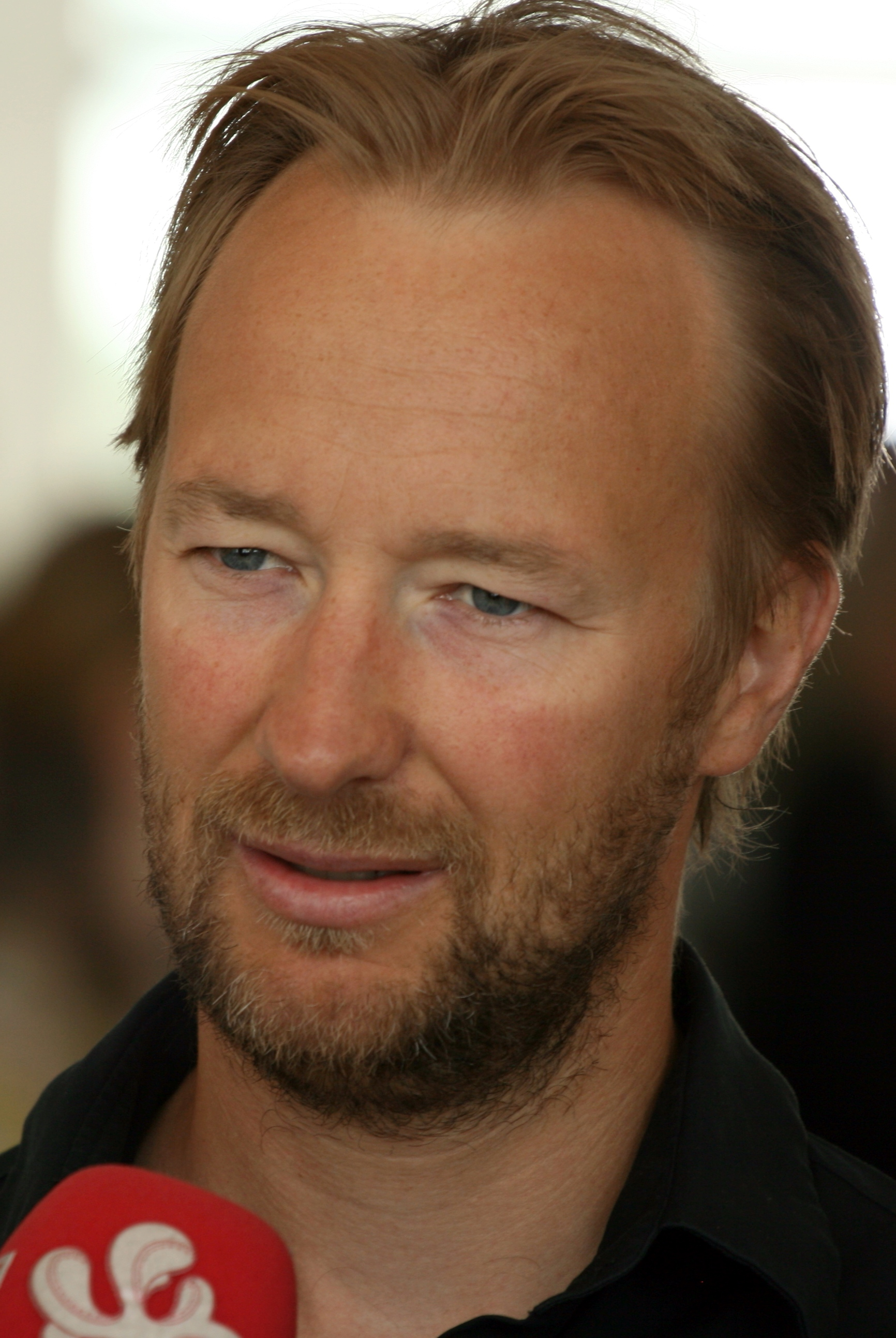
Kjetil André Aamodt a pris part à 12 podiums aux mondiaux entre 1991 et 2003.

## Tableau des médailles par nation
Mis à jour après les championnats 2025.
| Rang | Nation           | Or  | Argent | Bronze | Total |
| ---- | ---------------- | --- | ------ | ------ | ----- |
| 1    | Autriche         | 103 | 110    | 103    | 316   |
| 2    | Suisse           | 77  | 78     | 69     | 224   |
| 3    | France           | 48  | 52     | 38     | 138   |
| 4    | Allemagne        | 35  | 38     | 48     | 121   |
| 5    | États-Unis       | 33  | 28     | 38     | 99    |
| 6    | Norvège          | 27  | 24     | 23     | 74    |
| 7    | Italie           | 26  | 27     | 27     | 80    |
| 8    | Suède            | 17  | 11     | 22     | 50    |
| 9    | Canada           | 16  | 8      | 9      | 33    |
| 10   | Slovénie         | 6   | 6      | 2      | 14    |
| 11   | Croatie          | 6   | 2      | 2      | 10    |
| 12   | Liechtenstein    | 5   | 9      | 7      | 21    |
| 13   | Grande-Bretagne  | 4   | 4      | 3      | 11    |
| 13   | Luxembourg       | 4   | 4      | 3      | 11    |
| 15   | Slovaquie        | 1   | 4      | 1      | 6     |
| 16   | Yougoslavie      | 1   | 3      | 5      | 9     |
| 17   | Finlande         | 1   | 2      | 2      | 5     |
| 18   | Tchéquie         | 1   | 1      | 2      | 4     |
| 19   | Australie        | 1   | 0      | 1      | 2     |
| 19   | Espagne          | 1   | 0      | 1      | 2     |
| 21   | Japon            | 0   | 1      | 1      | 2     |
| 21   | Pologne          | 0   | 1      | 1      | 2     |
| 23   | Grèce            | 0   | 1      | 0      | 1     |
| 23   | Nouvelle-Zélande | 0   | 1      | 0      | 1     |
| 25   | Union soviétique | 0   | 0      | 2      | 2     |

## Récapitulatif des différents championnats du monde
| Rang | États      | Nombre d'organisations (effectuées et à venir) | Lieux (à venir) |
| ---- | ---------- | ---------------------------------------------- | --- |
| 1    | Suisse     | 10                                             | Mürren (1931, 1935), Saint-Moritz (1934, 1948, 1974, 2003, 2017), Engelberg (1938), Crans-Montana (1987, 2027)                              |
| 2    | Autriche   | 9                                              | Innsbruck (1933, 1936, 1958), Bad Gastein (1964), Schladming (1982, 2013), Saalbach-Hinterglemm (1991, 2025), Sankt Anton am Arlberg (2001) |
| 3    | Italie     | 7                                              | Cortina d'Ampezzo (1932, 1956, 2021), Val Gardena (1970), Bormio (1985, 2005), Sestrières (1997)                                            |
| 4    | États-Unis | 6                                              | Aspen (1950), Squaw Valley (1960), Lake Placid (1980), Vail (1989, 1999), Beaver Creek (2015)                                               |
| 5    | France     | 5                                              | Chamonix (1937, 1962), Grenoble (1968), Val-d'Isère (2009), Méribel-Courchevel (2023)                                                       |
| 6    | Japon      | 3                                              | Sapporo (1972, 1976), Morioka (1993) |
| 6    | Suède      | 3                                              | Åre (1954, 2007, 2019) |
| 8    | Allemagne  | 2                                              | Garmisch-Partenkirchen (1978, 2011) |
| 9    | Pologne    | 1                                              | Zakopane (1939) |
| 9    | Norvège    | 1                                              | Oslo (1952) |
| 9    | Chili      | 1                                              | Portillo (1966) |
| 9    | Espagne    | 1                                              | Sierra Nevada (1996) |